# Tramway Grenoble–Villard-de-Lans
| Haltestelle Seyssin |                     |                               |                               |
| Streckenverlauf 1935 |                     |                               |                               |
| Streckenlänge: | 39,7 km             |                               |                               |
| Spurweite: | 1000 mm (Meterspur) |                               |                               |
| Maximale Neigung: | 68 ‰                |                               |                               |
| Streckengeschwindigkeit: | 19 km/h             |                               |                               |
| |                     |                               |                               |
| \| \| 0,0 \| Grenoble-Lafontaine \| 212 m \| \| \| ~0,1 \| SGTE (Linie 8, 10) \| SGTE (Linie 8, 10) \| \| \| ~0,8 \| Bahnstrecke Lyon–Marseille \| Bahnstrecke Lyon–Marseille \| \| \| ~1,4 \| SGTE (Linie 10) \| SGTE (Linie 10) \| \| \| ~1,7 \| Octroi \| Octroi \| \| \| ~1,9 \| Drac (Pont du Vercors) \| Drac (Pont du Vercors) \| \| \| ~2,3 \| SGTE (Linie 8) \| SGTE (Linie 8) \| \| \| ~2,3 \| Saveuil \| Saveuil \| \| \| ~2,9 \| Pont du Drac \| Pont du Drac \| \| \| ~5,0 \| Pacalaire \| Pacalaire \| \| \| ~5,5 \| Seyssinet-Village \| 220 m \| \| \| ~5,8 \| Seyssinet-Gare \| Seyssinet-Gare \| \| \| 7,4 \| Seyssins \| 350 m \| \| \| ~8,1 \| L’Argoud \| L’Argoud \| \| \| ~9,3 \| Les Garlettes \| Les Garlettes \| \| \| ~10,3 \| Les Cotes \| Les Cotes \| \| \| ~11,3 \| Bel-Air \| Bel-Air \| \| \| ~12,7 \| Tunnel des Chatelaines (30 m) \| Tunnel des Chatelaines (30 m) \| \| \| ~12,8 \| Le Haut-Seyssins \| Le Haut-Seyssins \| \| \| ~15,1 \| Pariset La Tour-Sans-Venin \| ~700 m \| \| \| ~16,1 \| Tunnel des Envers (117 m) \| Tunnel des Envers (117 m) \| \| \| ~16,5 \| Tunnel 3 \| Tunnel 3 \| \| \| ~17,8 \| Ravaud \| Ravaud \| \| \| ~18,2 \| Les Arcelles \| Les Arcelles \| \| \| ~19,2 \| Les Michallons \| Les Michallons \| \| \| ~20,4 \| Charvet \| Charvet \| \| \| ~20,8 \| Les Guillets \| Les Guillets \| \| \| ~21,5 \| Les Pucelles \| Les Pucelles \| \| \| ~23,0 \| Saint-Nizier \| 1170 m \| \| \| ~23,9 \| La Tour \| La Tour \| \| \| ~25,7 \| Les Volants \| Les Volants \| \| \| \| Les Murs \| \| \| \| ~28,4 \| La Croix-de-Lichou \| La Croix-de-Lichou \| \| \| ~29,9 \| La Chenevarie \| La Chenevarie \| \| \| ~30,8 \| Les Bernards \| Les Bernards \| \| \| ~31,7 \| Lans Eglise \| Lans Eglise \| \| \| ~32,3 \| Lans-en-Vercors \| 1020 m \| \| \| ~33,3 \| Le Peuil \| Le Peuil \| \| \| ~33,8 \| Les Eymards \| Les Eymards \| \| \| ~34,9 \| Bouilly \| Bouilly \| \| \| ~36,0 \| La Cote \| La Cote \| \| \| ~37,0 \| Pont-des-Aniers \| Pont-des-Aniers \| \| \| ~37,8 \| Les Geymonds \| Les Geymonds \| \| \| ~38,9 \| Font-Noire \| Font-Noire \| \| \| 39,7 \| Villard-de-Lans \| 1023 m \| |                     |                               |                               |
| U-Bahn-Kopfbahnhof Streckenanfang (Strecke außer Betrieb) | 0,0                 | Grenoble-Lafontaine           | 212 m                         |
| U-Bahn-Abzweig geradeaus und von rechts (Strecke außer Betrieb) | ~0,1                | SGTE (Linie 8, 10)            | SGTE (Linie 8, 10)            |
| U-Bahn-Kreuzung mit Eisenbahn geradeaus unten (Strecke geradeaus außer Betrieb) | ~0,8                | Bahnstrecke Lyon–Marseille    | Bahnstrecke Lyon–Marseille    |
| U-Bahn-Abzweig geradeaus und nach links (Strecke außer Betrieb) | ~1,4                | SGTE (Linie 10)               | SGTE (Linie 10)               |
| U-Bahn-Haltepunkt / Haltestelle (Strecke außer Betrieb) | ~1,7                | Octroi                        | Octroi                        |
| U-Bahn-Brücke über Wasserlauf (Strecke außer Betrieb) | ~1,9                | Drac (Pont du Vercors)        | Drac (Pont du Vercors)        |
| U-Bahn-Abzweig geradeaus und nach rechts (Strecke außer Betrieb) | ~2,3                | SGTE (Linie 8)                | SGTE (Linie 8)                |
| U-Bahn-Haltepunkt / Haltestelle (Strecke außer Betrieb) | ~2,3                | Saveuil                       | Saveuil                       |
| U-Bahn-Haltepunkt / Haltestelle (Strecke außer Betrieb) | ~2,9                | Pont du Drac                  | Pont du Drac                  |
| U-Bahn-Haltepunkt / Haltestelle (Strecke außer Betrieb) | ~5,0                | Pacalaire                     | Pacalaire                     |
| U-Bahn-Bahnhof (Strecke außer Betrieb) | ~5,5                | Seyssinet-Village             | 220 m                         |
| U-Bahn-Haltepunkt / Haltestelle (Strecke außer Betrieb) | ~5,8                | Seyssinet-Gare                | Seyssinet-Gare                |
| U-Bahn-Bahnhof (Strecke außer Betrieb) | 7,4                 | Seyssins                      | 350 m                         |
| U-Bahn-Haltepunkt / Haltestelle (Strecke außer Betrieb) | ~8,1                | L’Argoud                      | L’Argoud                      |
| U-Bahn-Haltepunkt / Haltestelle (Strecke außer Betrieb) | ~9,3                | Les Garlettes                 | Les Garlettes                 |
| U-Bahn-Haltepunkt / Haltestelle (Strecke außer Betrieb) | ~10,3               | Les Cotes                     | Les Cotes                     |
| U-Bahn-Haltepunkt / Haltestelle (Strecke außer Betrieb) | ~11,3               | Bel-Air                       | Bel-Air                       |
| U-Bahn-Tunnel (Strecke außer Betrieb) | ~12,7               | Tunnel des Chatelaines (30 m) | Tunnel des Chatelaines (30 m) |
| U-Bahn-Haltepunkt / Haltestelle (Strecke außer Betrieb) | ~12,8               | Le Haut-Seyssins              | Le Haut-Seyssins              |
| U-Bahn-Bahnhof (Strecke außer Betrieb) | ~15,1               | Pariset La Tour-Sans-Venin    | ~700 m                        |
| U-Bahn-Tunnel (Strecke außer Betrieb) | ~16,1               | Tunnel des Envers (117 m)     | Tunnel des Envers (117 m)     |
| U-Bahn-Tunnel (Strecke außer Betrieb) | ~16,5               | Tunnel 3                      | Tunnel 3                      |
| U-Bahn-Haltepunkt / Haltestelle (Strecke außer Betrieb) | ~17,8               | Ravaud                        | Ravaud                        |
| U-Bahn-Haltepunkt / Haltestelle (Strecke außer Betrieb) | ~18,2               | Les Arcelles                  | Les Arcelles                  |
| U-Bahn-Haltepunkt / Haltestelle (Strecke außer Betrieb) | ~19,2               | Les Michallons                | Les Michallons                |
| U-Bahn-Haltepunkt / Haltestelle (Strecke außer Betrieb) | ~20,4               | Charvet                       | Charvet                       |
| U-Bahn-Haltepunkt / Haltestelle (Strecke außer Betrieb) | ~20,8               | Les Guillets                  | Les Guillets                  |
| U-Bahn-Haltepunkt / Haltestelle (Strecke außer Betrieb) | ~21,5               | Les Pucelles                  | Les Pucelles                  |
| U-Bahn-Bahnhof (Strecke außer Betrieb) | ~23,0               | Saint-Nizier                  | 1170 m                        |
| U-Bahn-Haltepunkt / Haltestelle (Strecke außer Betrieb) | ~23,9               | La Tour                       | La Tour                       |
| U-Bahn-Haltepunkt / Haltestelle (Strecke außer Betrieb) | ~25,7               | Les Volants                   | Les Volants                   |
| U-Bahn-Haltepunkt / Haltestelle (Strecke außer Betrieb) |                     | Les Murs                      | Les Murs                      |
| U-Bahn-Haltepunkt / Haltestelle (Strecke außer Betrieb) | ~28,4               | La Croix-de-Lichou            | La Croix-de-Lichou            |
| U-Bahn-Haltepunkt / Haltestelle (Strecke außer Betrieb) | ~29,9               | La Chenevarie                 | La Chenevarie                 |
| U-Bahn-Haltepunkt / Haltestelle (Strecke außer Betrieb) | ~30,8               | Les Bernards                  | Les Bernards                  |
| U-Bahn-Haltepunkt / Haltestelle (Strecke außer Betrieb) | ~31,7               | Lans Eglise                   | Lans Eglise                   |
| U-Bahn-Bahnhof (Strecke außer Betrieb) | ~32,3               | Lans-en-Vercors               | 1020 m                        |
| U-Bahn-Haltepunkt / Haltestelle (Strecke außer Betrieb) | ~33,3               | Le Peuil                      | Le Peuil                      |
| U-Bahn-Haltepunkt / Haltestelle (Strecke außer Betrieb) | ~33,8               | Les Eymards                   | Les Eymards                   |
| U-Bahn-Haltepunkt / Haltestelle (Strecke außer Betrieb) | ~34,9               | Bouilly                       | Bouilly                       |
| U-Bahn-Haltepunkt / Haltestelle (Strecke außer Betrieb) | ~36,0               | La Cote                       | La Cote                       |
| U-Bahn-Haltepunkt / Haltestelle (Strecke außer Betrieb) | ~37,0               | Pont-des-Aniers               | Pont-des-Aniers               |
| U-Bahn-Haltepunkt / Haltestelle (Strecke außer Betrieb) | ~37,8               | Les Geymonds                  | Les Geymonds                  |
| U-Bahn-Haltepunkt / Haltestelle (Strecke außer Betrieb) | ~38,9               | Font-Noire                    | Font-Noire                    |
| U-Bahn-Kopfbahnhof Streckenende (Strecke außer Betrieb) | 39,7                | Villard-de-Lans               | 1023 m                        |

Die Tramway Grenoble–Villard-de-Lans (GVL) war eine eingleisige Überlandstraßenbahn in Frankreich, im Département Isère, mit der das Plateau des Vercors besser an den Großraum Grenoble angeschlossen wurde. Es handelte sich um eine 39,7 km lange Strecke mit 46 Haltestellen, die eine Höhendifferenz von 950 m überwand.
Die Straßenbahn wurde in Abschnitten von 1911 bis 1920 eröffnet und wiederum schrittweise von 1938 bis 1950 stillgelegt.

## Geografische Lage

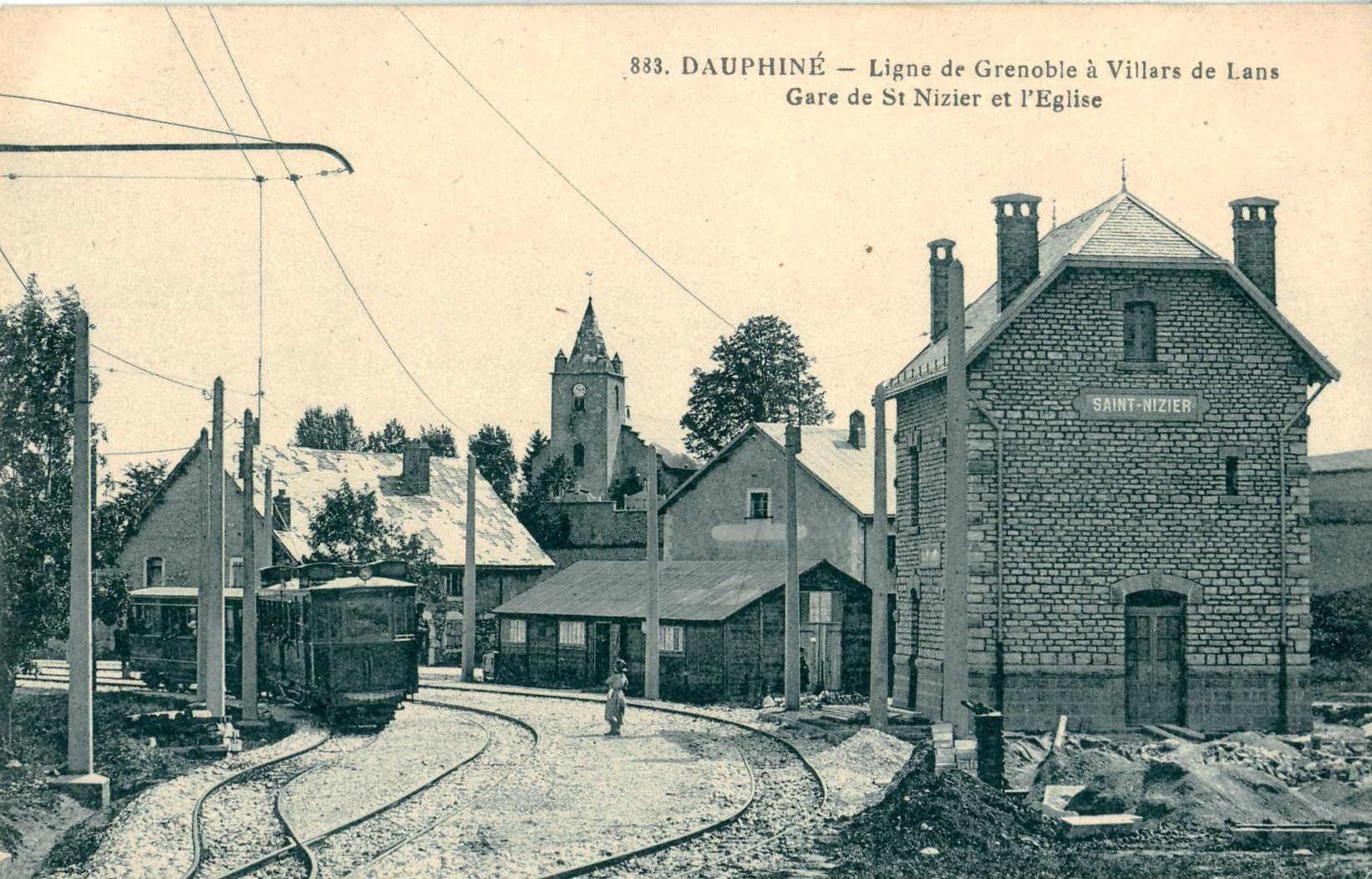
Bahnhof von Saint Nizier-du-Moucherotte

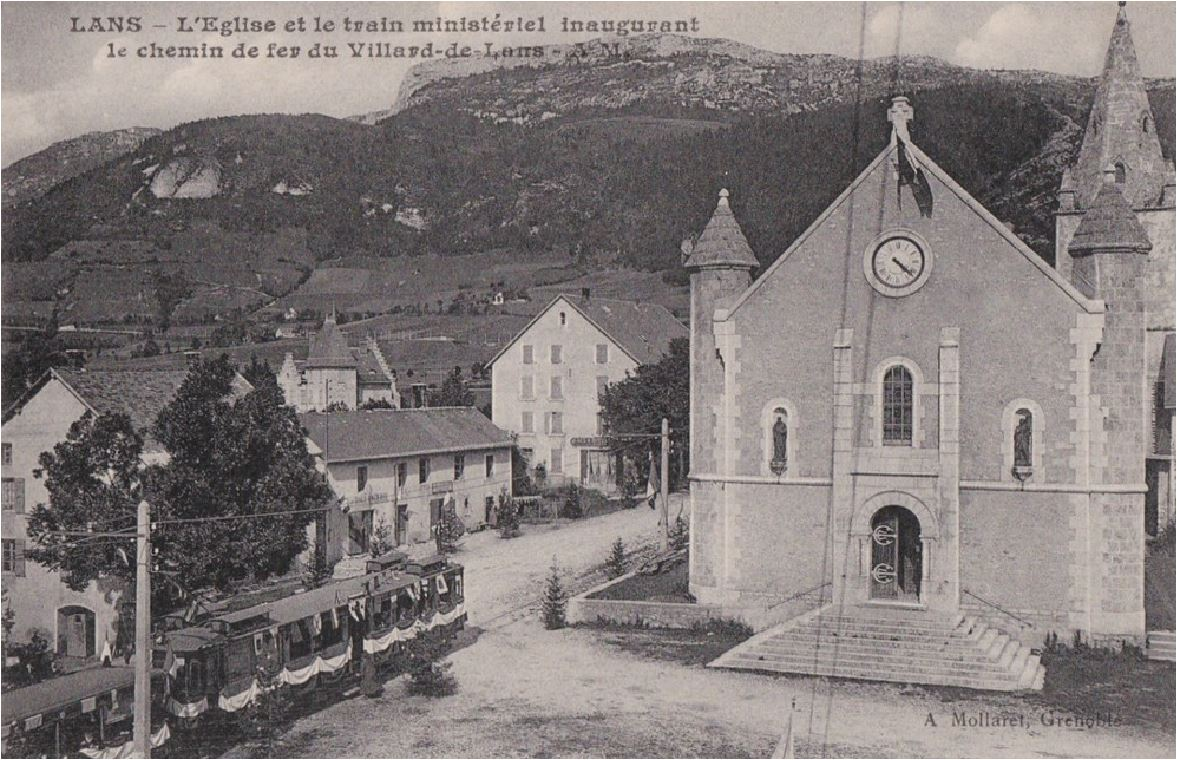
Eröffnungszug des Ministers vor der Kirche in Lans-en-Vercors

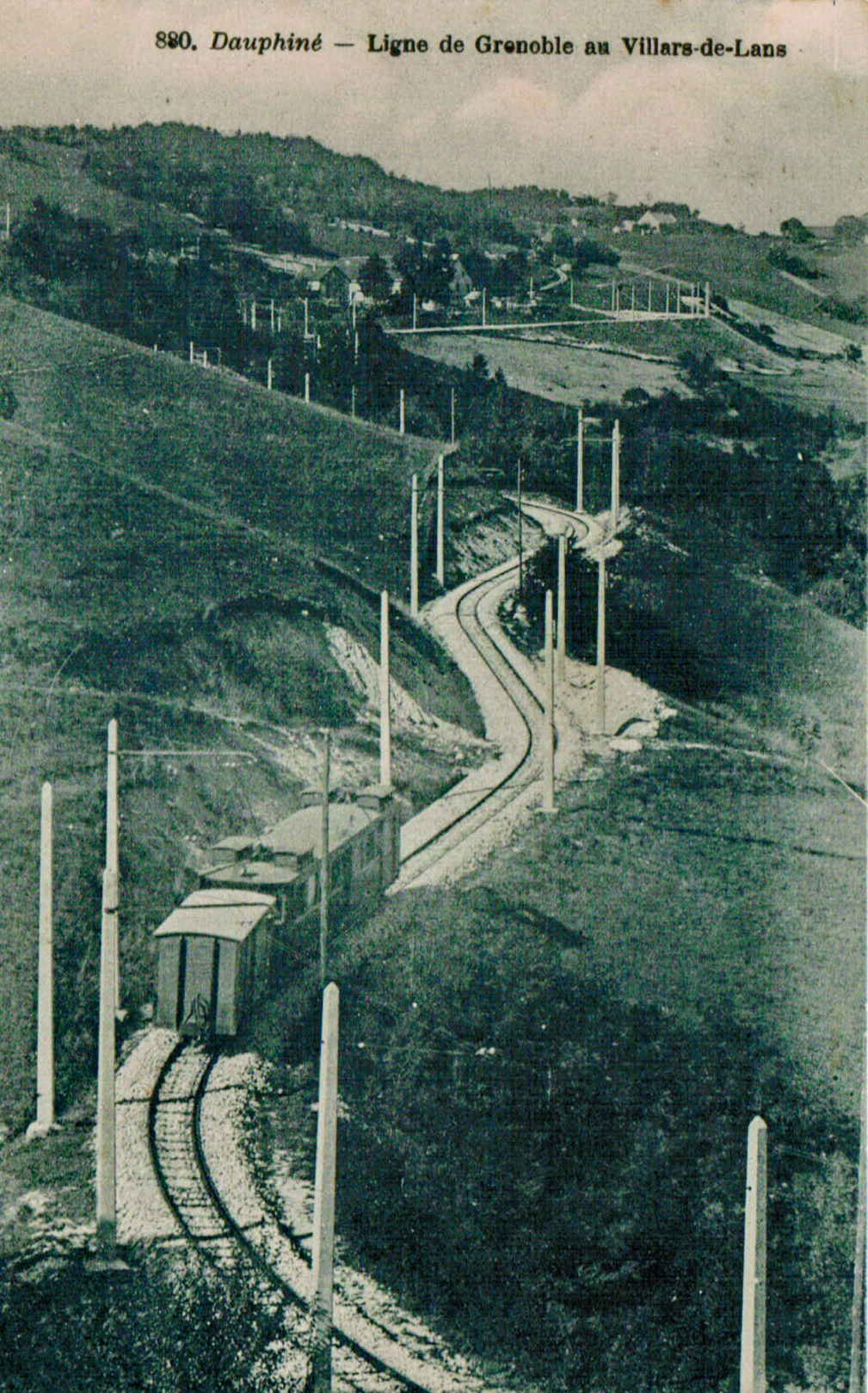
Zug auf der Strecke GVL

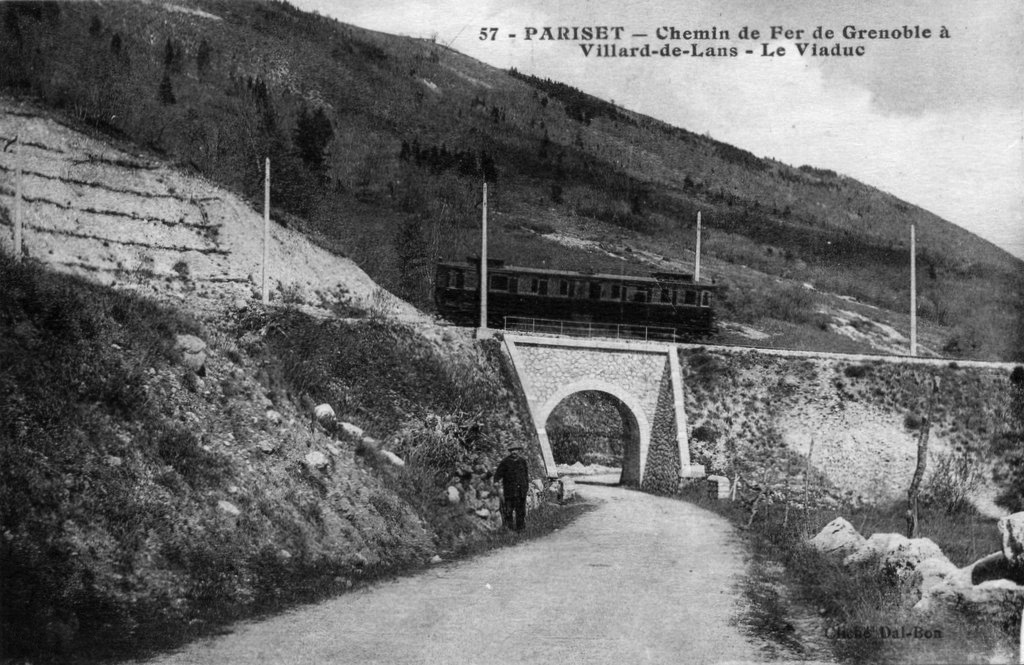
Brücke mit Triebwagen bei Pariset

Die GVL war eine Überlandstraßenbahn, die den Großraum Grenoble mit dem damals nur schwer erreichbaren Hochplateau des Vercors verband. Der Endbahnhof in Grenoble lag am Cours Lafontaine. Über die Pont du Vercors, die über den Drac führt, verliefen die Gleise über das Dorf Seyssinet nach Seyssins, erst auf der heutigen D106B, dann auf der D106A, D106 und D106D bis zur Kreuzung Avenue de Claix, Rue de la Lune (45°08'50.5"N 5°40'39.6"E). Erst entlang der Rue de la Lune verlief die Trasse dann in mehreren Schleifen durch den Osthang des Grenobler Hausbergs Moucherotte nach Pariset, einem Dorf in der heutigen Gemeinde Seyssinet-Pariset. Für diese Trasse wurden drei Tunnel gegraben (45°09'28.2"N 5°39'49.0"E, 45°10'15.5"N 5°39'24.0"E und 45°10'09.1"N 5°39'36.0"E). Unterhalb von Saint-Nizier-du-Moucherotte erreichte die Trasse über die Route des Arcelles die D106 und über den Voie du Tram schließlich Saint-Nizier. Anschließend verlief die Strecke ungefähr entlang der D 106 nach Lans-en-Vercors und dann fast gerade und eben nach Villard-de-Lans.

## Geschichte
Erste Pläne der GVL reichen in das Jahr 1887 zurück. Diese Straßenbahnlinie sollte einerseits die Vororte von Grenoble bedienen und andererseits die landwirtschaftliche und touristische Entwicklung des Hochplateau des Vercors fördern. Streitereien um Kaisers Bart, Auseinandersetzungen um die Streckenführung, der Weltkrieg und finanzielle Probleme verzögerten ihre Eröffnung erheblich. 1891 wurde das erste Projekt für die Verbindung Grenoble – Villard-de-Lans vorgestellt. Sofort begann die Debatte, ob die Streckenführung über Seyssins oder Seyssinet führen sollte. Weiter wurden über die zu verwendende Technik gestritten; Dampfantrieb, elektrischer Antrieb, Zahnradbahn oder Straßenbahn … .
Am 15. September 1900 erteilte der französische Staatspräsident mit einem Dekret Marius Martin die Baukonzession. Das Projekt wurde 1904 wegen fehlender Finanzierung aufgegeben, trotzdem ging die Planung weiter. 1906 demonstrierten die Einwohner von Seyssinet für die zukünftige Streckenführung durch ihren Ort. 1907 wurde ein Referendum abgehalten, das zugunsten der Streckenführung über Seysinnet nach Seyssins ausging. Am 28. November 1908 wurde dann die endgültige Entscheidung für die Einrichtung der Straßenbahnlinie Grenoble – Villard-de-Lans getroffen, die durch die Orte Seyssinet, Seyssins, Haut-Seyssins, Pariset, Saint-Nizier-du-Moucherotte und Lans-en-Vercors verlief.
1909 übernahm das Département Isère die Finanzierung des Baus des ersten Teilstücks sowie der dazugehörenden Bahnhöfe. Am 3. November 1909 erfolgte der erste Spatenstich für die Strecke bis Seyssins. Regionale Unternehmen wurden mit der Elektrik der Straßenbahn und dem Design der Triebwagen beauftragt, welche in beide Richtungen fahren mussten. Der Schotter für das Gleisbett stammte aus mehreren lokalen Steinbrüchen. Nach einer Einweihungsfeier am 27. April 1911 (oder 23. April) ging das erste Teilstück am 1. Mai in den regulären Betrieb. Das Teilstück Grenoble–Seyssins war 7,8 km lang und hatte 18 Haltestellen mit einem Bahnhof in Seyssinet-Pariset und Seyssins. Drei Züge fuhren auf der Strecke. Die gesamte Fahrzeit bis Seyssins betrug etwa 30 Minuten. Die neue Strecke war sofort ein großer Erfolg, und die Betreiberfirma, die „Société grenobloise de tramways électriques“ (SGTE), befuhr die Linie neunmal täglich.
Bis Juli 1914 wurden die Gleise bis Saint-Nizier-du-Moucherotte verlegt. Unerwartet schwierig war der Bau der Trasse vor Pariset (oberhalb des Tour-Sans-Venin), wo enorme Drainagearbeiten durchgeführt werden mussten, um Erdrutsche zu stoppen. Mit dem Ersten Weltkrieg wurden die Arbeiten jedoch eingestellt und sowohl Baumaterial als auch die drei Triebwagen wurden vom Militär beschlagnahmt. Die Arbeiten wurden dennoch mit Unterbrechungen wieder aufgenommen, zunächst mit italienischen Arbeitern und später mit deutschen Kriegsgefangenen. 1918 befahl der Kriegsminister, Georges Clemenceau, die Gleise abzubauen, und der Armee zu übergeben. Der Bürgermeister von Seyssins-Pariset, Aimé Bouchayer, Freund des Rüstungsministers Louis Loucheur, erreichte jedoch dass die Entscheidung des Kriegsministers rückgängig gemacht wurde.
Am 26. Juni 1920 erreichte die erste Straßenbahn aus Grenoble den Bahnhof von Villard-de-Lans. Die Bahn des Ministers für öffentliche Bildung, André Honnorat, erreichte den Endbahnhof um 12:47 Uhr, nachdem sie die 39,7 km lange Strecke in zwei Stunden und fünfzig Minuten zurückgelegt hatte (die Postkutsche brauchte damals etwa sechs Stunden) und dabei eine Höchstgeschwindigkeit von 19 km/h erreicht hatte. Ab dem 1. Juli 1920 bedienten die neu angeschafften Triebwagen 46 Haltestellen zwischen dem Cours Lafontaine in Grenoble und dem Bahnhof von Villard-de-Lans, im Winter dreimal täglich mit einer Zusatzbahn an Sonntagen und im Sommer viermal täglich. Sie transportierten Fahrgäste, d. h. Bewohner von Grenoble und des Vercors sowie Touristen und Waren wie Kohle, Holz, Milch und Vieh. 1927 erreichte die Ausnutzung der Linie mit 343.000 beförderten Personen seinen Höhepunkt.
Schon bei der Inbetriebnahme der Strecke bis Villard-de-Lans war die verwendete Bahn-Technologie veraltet. Nach der Modernisierung des Straßennetzes war die „Tram“, wie sie genannt wurde, der Konkurrenz von bequemeren und schnelleren Automobilen und Bussen unterlegen. Wegen des hohen Defizits wurde der Streckenabschnitt zwischen Saint-Nizier-du-Moucherotte und Villard-de-Lans am 1. Oktober 1938 stillgelegt. Bis zum 31. März 1949 wurde die verbleibende Strecke weiter betrieben, begünstigt durch die Beschlagnahme von Automobilen und der Treibstoffknappheit während des Zweiten Weltkriegs, dann wurde sie bis Seyssins verkürzt. Am 3. November 1950 wurde auch der Abschnitt bis Seyssins stillgelegt. Am 31. August 1951 wurde der Betrieb auf dem gesamten Straßenbahnnetz von Grenoble eingestellt. Es dauerte 55 Jahre, bis zum 20. Mai 2006, bis Seyssins wieder an das ab 1985 neu aufgebaute Grenobler Straßenbahnnetz angeschlossen wurde.

## Infrastruktur

### Strecke
Die GVL-Strecke kostete letztendlich 6 Millionen Francs. Sie war 39,7 km lang, hatte ihren Ausgangspunkt in Grenoble, Cours Lafontaine, auf 212 m Höhe und stieg bis auf 1170 m Höhe bei Saint-Nizier-du-Moucherotte an. Die maximale Steigung erreichte ohne Zahnstange 68 ‰, dann fiel die Strecke wieder sanft bis Lans-en-Vercors (1020 m) ab und endete in Villard-de-Lans auf 1023 m Höhe. Sie hatte wie die anderen Straßenbahnen Grenobles dieser Zeit eine Spurweite von 1000 mm. Fünf Bahnhöfe (Seyssinet-Pariset, Seyssins, Pariset, Saint-Nizier-du-Moucherotte und Lans-en-Vercors) zusätzlich zu den Endstationen und zahlreichen Haltepunkten ermöglichten den Personentransport. Die Strecke war eingleisig, verfügt jedoch über 13 Ausweichstellen, so dass die Züge ungehindert verkehren konnten. Die GVL-Strecke verfügte über zwei Abzweigungen. Die „Güterverkehrsstrecke von Comboire“ ermöglichte den Transport von Zement zwischen der Fabrik oberhalb von Les Garlettes und Grenoble. Die Verbindung zum Steinbruch „Les Trois Pucelles“ unterhalb von Saint-Nizier-du-Moucherotte ermöglichte den Transport von Schotter zur GVL-Strecke.
Im Gegensatz zum Netz der SGTE, das mit einer Gleichspannung von 600 V betrieben wurde, hatte das Netz des GVL eine Spannung von 800 V, die von einem in Les Guillets (bei Saint-Nizier-du-Moucherotte) errichteten Umspannwerk erzeugt wurde. Die Spannung von 800 V hat den Vorteil, dass die Leitungsverluste geringer sind und die Geschwindigkeit der Zuges erhöht werden kann. An der Abzweigung Fontaine-Saveuil sorgt ein Trennschalter dafür, dass die beiden Netze voneinander getrennt waren.

### Fahrzeuge
Das Betrieb der Straßenbahnstrecke GVL bestand aus:
- 3 zweiachsige Triebwagen,
- 5 Drehgestell-Triebwagen,
- 2 Drehgestell-Beiwagen,
- 4 Beiwagen auf festen Achsen,
- 2 Elektrolokomotiven für den Güterverkehr und
- etwa 30 Güterwagen.

## Tourismus
Über die ehemalige Streckenführung verläuft heute der Rückweg der Mountainbike Rundstrecke Via du Tram. Ein Berglauf wird regelmäßig über die alte Bahnstrecke organisiert.

## Bilder

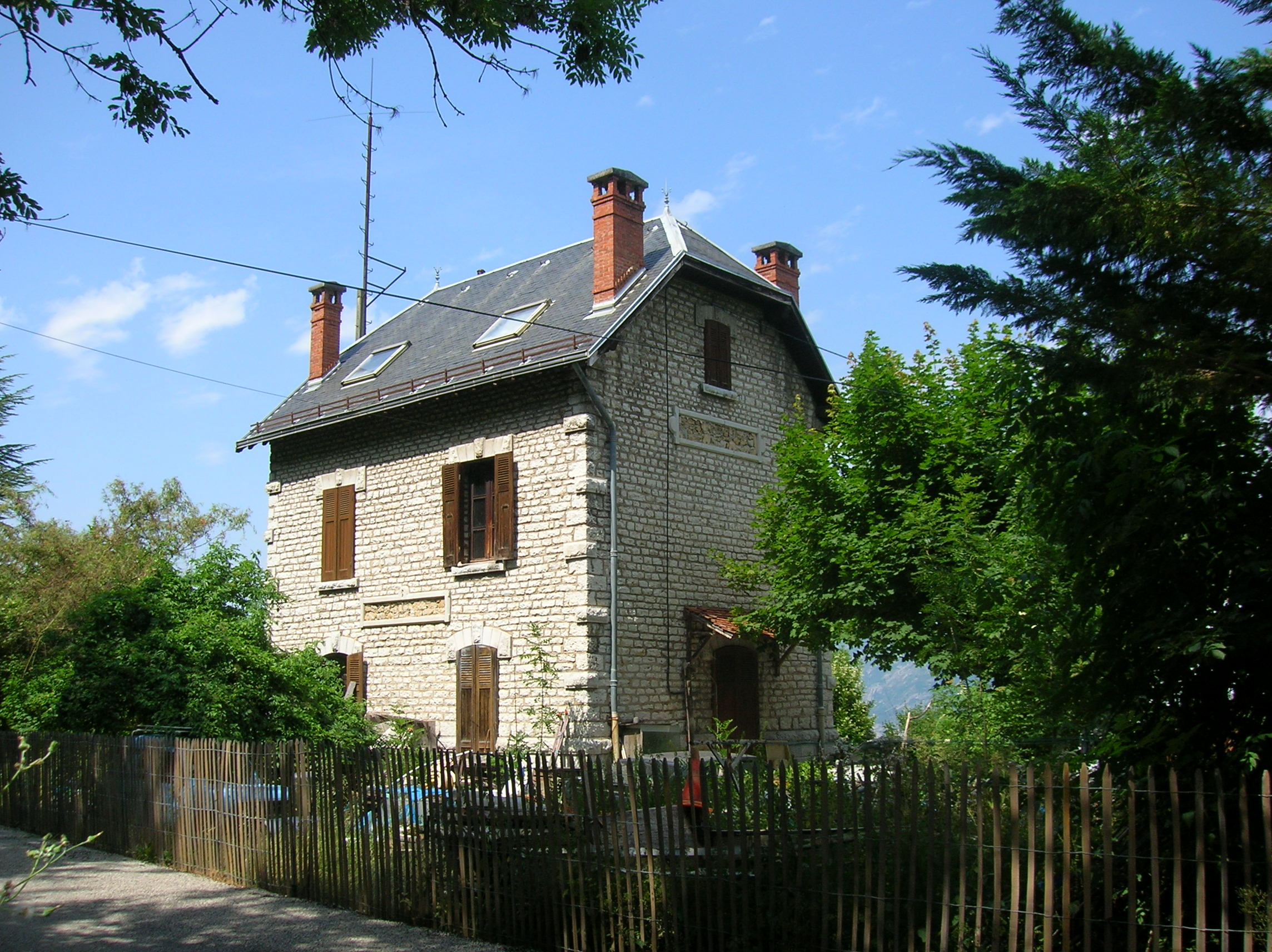
Ehemaliger Bahnhof in Pariset
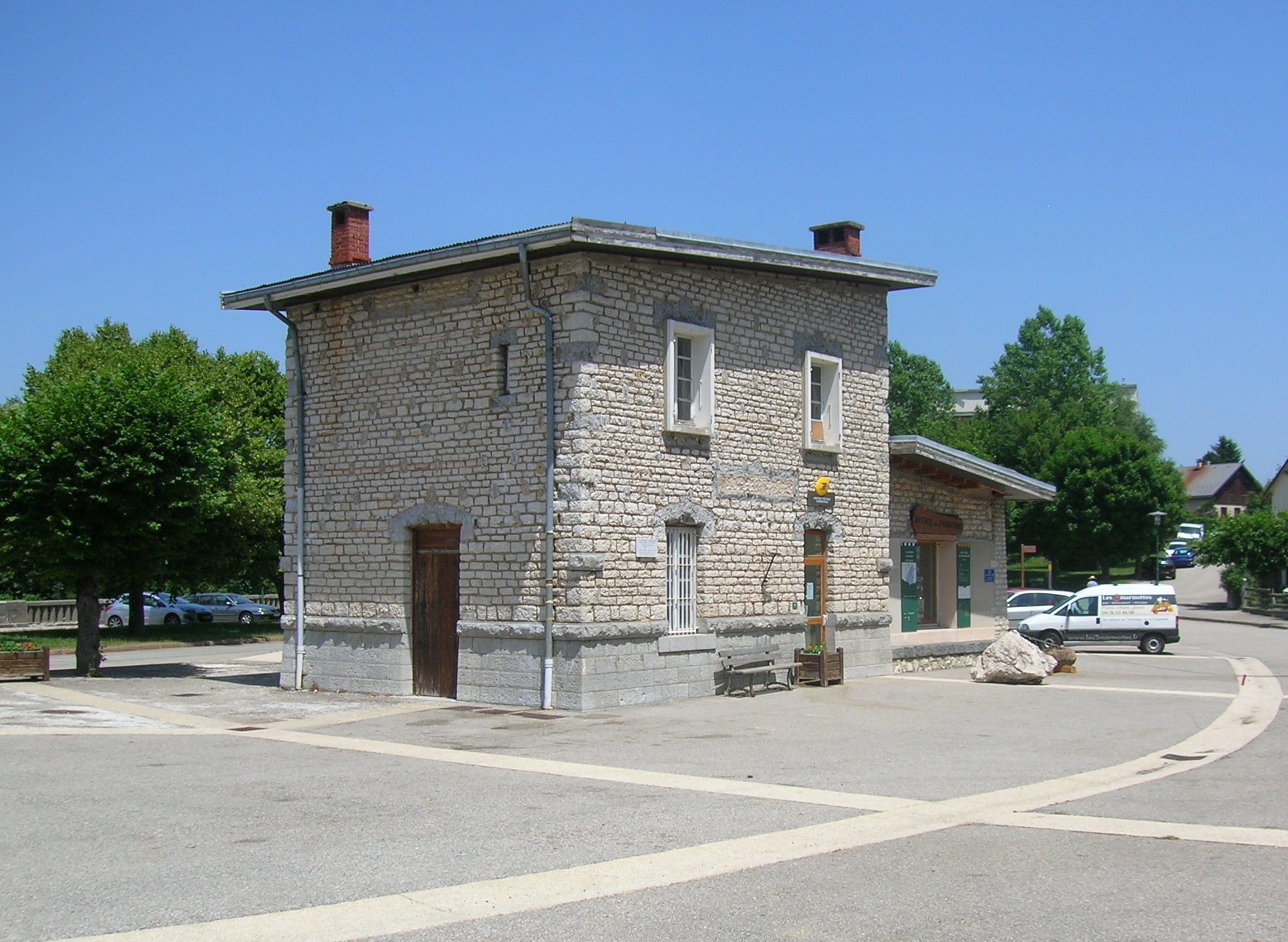
Ehemaliger Bahnhof Saint-Nizier-du-Moucherotte
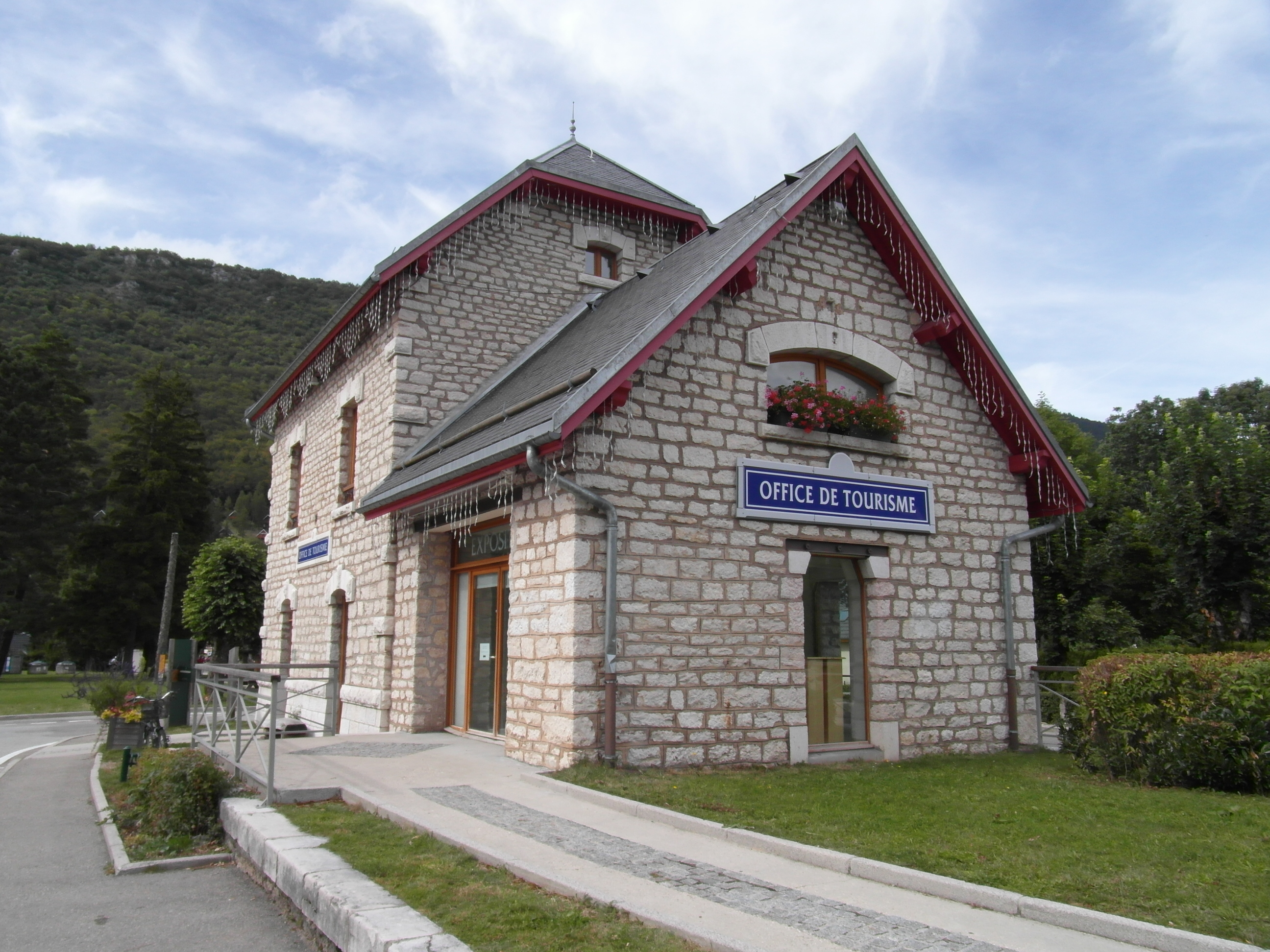
Ehemaliger Bahnhof Lans-en-Vercors
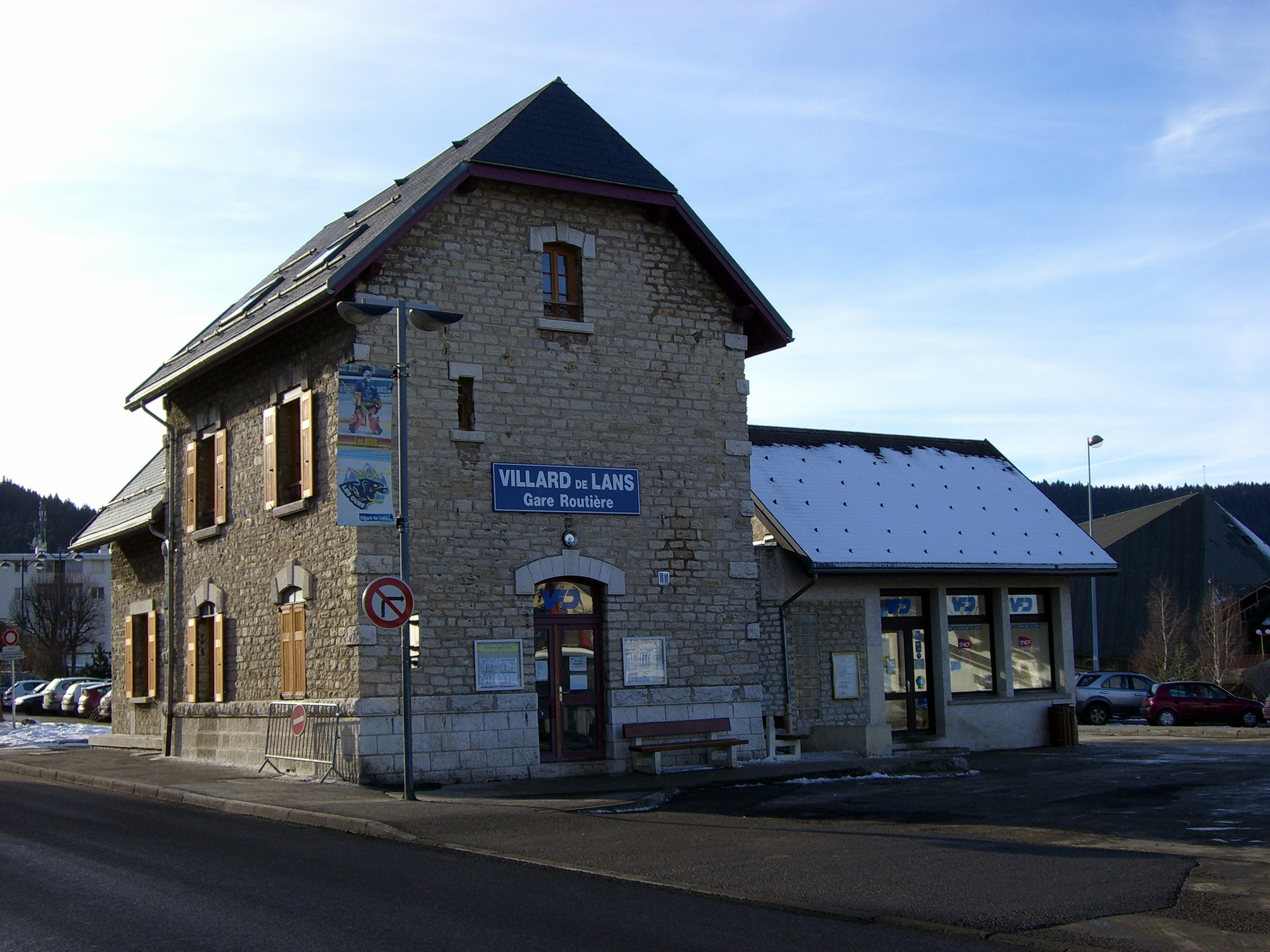
Ehemaliger Bahnhof Villard-de-Lans

## Anmerkung
Die Angaben zu „Infrastruktur“ konnten teilweise nicht durch eine Referenz belegt werden. Die Angaben sind der Französischen Wikipedia entnommen.